# Атанас Узунов (футболен съдия)
Вижте пояснителната страница за други личности с името Атанас Узунов.
Атанас Узунов (роден на 10 ноември 1955 г. в Пловдив) е бивш български международен футболен съдия. Понастоящем е футболен функционер, към януари 2019 година е член на УС на ПФК Локомотив (Пловдив).
Узунов беше свидетел на сватбата на Христо Стоичков.